# Paragymnomerus spiricornis
Paragymnomerus spiricornis är en stekelart som först beskrevs av Spinosa 1808.  Paragymnomerus spiricornis ingår i släktet Paragymnomerus och familjen Eumenidae. Utöver nominatformen finns också underarten P. s. turanicus.